# Memoriał Luboša Tomíčka 2008
Memoriał Luboša Tomíčka 2008 – rozegrane po raz 40. w Pradze zawody żużlowe, mające na celu upamiętnienie czechosłowackiego żużlowca Luboša Tomíčka, który zginął tragicznie w Pardubicach w 1968 roku. W memoriale zwyciężył Amerykanin Greg Hancock.

## Wyniki
- Praga, 6 października 2008

| Msc. | Zawodnik            | Państwo           | Pkt   |             |  |
| ---- | ------------------- | ----------------- | ----- | ----------- |  |
| 1    | Greg Hancock        | Stany Zjednoczone | 14 +4 | (3,3,3,2,3) |  |
| 2    | Grzegorz Walasek    | Polska            | 10 +3 | (0,2,2,3,3) |  |
| 3    | Marcin Jędrzejewski | Polska            | 9 +2  | (1,3,1,3,1) |  |
| 4    | Luboš Tomíček       | Czechy            | 13 +1 | (2,3,3,3,2) |  |
| 5    | Matej Ferjan        | Węgry             | 13 +w | (3,3,3,3,1) |  |
| 6    | Ludvig Lindgren     | Szwecja           | 9     | (2,2,0,2,3) |  |
| 7    | Filip Šitera        | Czechy            | 9     | (2,2,2,1,2) |  |
| 8    | Karol Ząbik         | Polska            | 8     | (3,2w,0,3)  |  |
| 9    | Tai Woffinden       | Wielka Brytania   | 7     | (1,d,3,2,1) |  |
| 10   | Matěj Kůs           | Czechy            | 6     | (3,0,2,1,0) |  |
| 11   | Jan Holub           | Czechy            | 4     | (2,0,0,2,0) |  |
| 12   | Josef Franc         | Czechy            | 4     | (0,1,2,1,0) |  |
| 13   | Maks Gregorič       | Słowenia          | 4     | (0,1,1,0,2) |  |
| 14   | Mathias Schultz     | Niemcy            | 4     | (1,1,1,1,0) |  |
| 15   | Richard Wolff       | Czechy            | 4     | (1,1,1,0,1) |  |
| 16   | Mattia Carpanese    | Włochy            | 2     | (0,0,0,0,2) |  |

Bieg po biegu:
1. Hancock, Lindgren, Woffinden, Walasek
2. Ząbik, Šitera, Schultz, Franc
3. Kůs, Holub, Wolff, Gregorič
4. Ferjan, Tomíček, Jędrzejewski, Carpanese
5. Tomíček, Walasek, Franc, Kůs
6. Hancock, Zabik, Gregorič, Carpanese
7. Jedrzejewski, Šitera, Wolff, Woffinden (d)
8. Ferjan, Lindgren, Schultz, Holub
9. Ferjan, Walasek, Wolff, Ząbik(w)
10. Hancock, Franc, Jędrzejewski, Holub
11. Woffinden, Kůs, Schultz, Carpanese
12. Tomíček, Šitera, Gregorič, Lindgren
13. Walasek, Holub, Šitera, Carapanese
14. Tomíček, Hancock, Schultz, Wolff
15. Ferjan, Woffinden, Franc, Gregorič
16. Jędrzejewski, Lindgren, Kůs, Ząbik
17. Walasek, Gregorič, Jędrzejewski, Schultz
18. Hancock, Šitera, Ferjan, Kůs
19. Ząbik, Tomíček, Woffinden, Holub
20. Lindgren, Carpanese, Wolff, Franc
21. Finał: Hancock, Walasek, Jędrzejewski, Tomíček, Ferjan (w/su)